# Dierentuin van Warschau
De dierentuin van Warschau (Pools: Ogród Zoologiczny Warszawski) is de dierentuin van de Poolse hoofdstad Warschau, die werd opgericht in 1928. In de dierentuin worden ongeveer 3000 dieren van bijna vijfhonderd soorten gehouden. 

## Geschiedenis
De dierentuin van Warschau werd geopend op 11 maart 1928 in de wijk Praga. Tijdens de Duitse aanval op Polen bij aanvang van de Tweede Wereldoorlog in september 1939 werd de dierentuin gebombardeerd en veel dieren kwamen om. Na de verovering van de stad door de Duitsers werd de dierentuin gesloten. Directeur Jan Żabiński redde samen met zijn vrouw Antonina en hun zoon Ryszard, meer dan 300 Joden van de Holocaust door ze te verbergen in lege dierenverblijven en hun villa.  Dit gebeuren is verfilmd in de film The Zookeeper's Wife uit 2017.

## Beschrijving
De dierentuin wordt van noord naar zuid doorsneden door een brede wandelweg. Aan de zijde van de Weichsel liggen de verblijven van diverse soorten hoefdieren en verder onder meer ijsberen. In het oostelijke deel van de dierentuin liggen onder meer verblijven voor primaten, katachtigen, diverse volières en enkele gebouwen. Het vogelhuis omvat een voor de bezoekers begaanbare vrije-vluchtvolière, uniek voor Polen. Na de eeuwwisseling werden nieuwe gebouwen voor olifanten (2003), mensapen (2008) en nijlpaarden (2010) geopend. In het nijlpaardengebouw bevindt zich ook het grootste haaienbassin van Polen.

## Fokprogramma's
Het park neemt deel aan meerdere internationale fokprogramma's en coördineert en beheert de EEP-stamboeken voor de Madagaskar-hondskopboa en de grijze zeehond en de ESB-stamboeken voor de Aziatische zwarte beer, de zwarte ooievaar, de violette toerako, de Maleise vuurrugfazant, de Stanleys kraanvogel en de zonneral.